# Ito Kohei
Ito Kohei (jap. 伊藤 紘平, Kohei Ito; * 5. Dezember 1988 in Sakata) ist ein japanischer Fußballspieler.

## Karriere
Ito Kohei stand von 2008 bis 2009 beim japanischen Verein Saitama SC unter Vertrag. Von 2010 bis August 2015 spielte er bei Sakata Takutomo. Im September 2015 wechselte er nach Hongkong. Hier unterschrieb er einen Vertrag bei Wong Tai Sin DRSC. Der Verein spielte in der ersten Liga, der Hong Kong Premier League. Hier absolvierte er sieben Erstligaspiele. 2016 wechselte er zum Zweitligisten HK Sapling. Anfang 2017 zog es ihn nach Thailand. Der Zweitligist Lampang FC aus Lampang nahm ihn die Hinserie unter Vertrag. Nach der Hinserie wurde sein Vertrag nicht verlängert. Wo er von Juni 2017 bis Februar 2019 gespielt hat, ist unbekannt. Im März 2019 ging er wieder nach Hongkong, wo er sich dem Zweitligisten South China AA anschloss.